# Чарлз Ентоні Джонсон Брук
Чарлз Ентоні Джонсон Брук — другий білий раджа королівства Саравак, племінник Джеймса Брука. Продовжив розширення земель Сараваку за рахунок Брунею. У 1880-х — 1890-х роках поставив під загрозу існування самого султанату.